# Saidpur
Saidpur (en bengali : সৈয়দপুর) est une upazila du Bangladesh dans le district de Nilphamari. En 1991, on y dénombrait 199 422 habitants.